# Kurtis Gabriel
Kurtis Gabriel, född 20 april 1993, är en kanadensisk professionell ishockeyspelare som är kontrakterad till NHL-organisationen Philadelphia Flyers och spelar för deras primära samarbetspartner Lehigh Valley Phantoms i AHL.
Han har tidigare spelat på NHL-nivå för New Jersey Devils och Minnesota Wild och på lägre nivåer för Binghamton Devils och Iowa Wild i AHL och Owen Sound Attack i OHL.
Gabriel draftades i tredje rundan i 2013 års draft av Minnesota Wild som 81:a spelare totalt.
Den 2 juli 2018 skrev han som free agent på ett ettårskontrakt värt 650 000 dollar med New Jersey Devils.

## Statistik
| 2010–2011  | Owen Sound Attack      | OHL        | 40  | 1  | 3  | 4   | 20  | —  | — | — | — | —  |
| 2011–2012  | Owen Sound Attack      | OHL        | 65  | 4  | 13 | 17  | 72  | 3  | 0 | 0 | 0 | 0  |
| 2012–2013  | Owen Sound Attack      | OHL        | 67  | 13 | 15 | 28  | 100 | 12 | 3 | 2 | 5 | 34 |
| 2013–2014  | Owen Sound Attack      | OHL        | 60  | 16 | 35 | 51  | 99  | 5  | 0 | 1 | 1 | 22 |
|            | Iowa Wild              | AHL        | 8   | 2  | 2  | 4   | 15  | —  | — | — | — | —  |
| 2014–2015  | Iowa Wild              | AHL        | 67  | 7  | 9  | 16  | 125 | —  | — | — | — | —  |
| 2015–2016  | Minnesota Wild         | NHL        | 3   | 0  | 0  | 0   | 10  | 4  | 0 | 0 | 0 | 0  |
|            | Iowa Wild              | AHL        | 66  | 6  | 4  | 10  | 137 | —  | — | — | — | —  |
| 2016–2017  | Minnesota Wild         | NHL        | 13  | 0  | 1  | 1   | 29  | —  | — | — | — | —  |
|            | Iowa Wild              | AHL        | 49  | 8  | 2  | 10  | 68  | —  | — | — | — | —  |
| 2017–2018  | Iowa Wild              | AHL        | 42  | 3  | 5  | 8   | 43  | —  | — | — |   |    |
| 2018–2019  | New Jersey Devils      | NHL        | 22  | 2  | 2  | 4   | 59  | —  | — | — | — | —  |
|            | Binghamton Devils      | AHL        | 32  | 2  | 4  | 6   | 28  | —  | — | — | — |    |
| 2019–2020  | Lehigh Valley Phantoms | AHL        | 36  | 2  | 3  | 5   | 61  | —  | — | — | — | —  |
| NHL totalt | NHL totalt             | NHL totalt | 38  | 2  | 3  | 5   | 98  | 4  | 0 | 0 | 0 | 0  |
| AHL totalt | AHL totalt             | AHL totalt | 300 | 30 | 29 | 59  | 477 | —  | — | — | — | —  |
| OHL totalt | OHL totalt             | OHL totalt | 232 | 34 | 66 | 100 | 291 | 20 | 3 | 3 | 6 | 56 |